# Dicaelotus trochanteratus
Dicaelotus trochanteratus là một loài tò vò trong họ Ichneumonidae.